# Lampada a fessura

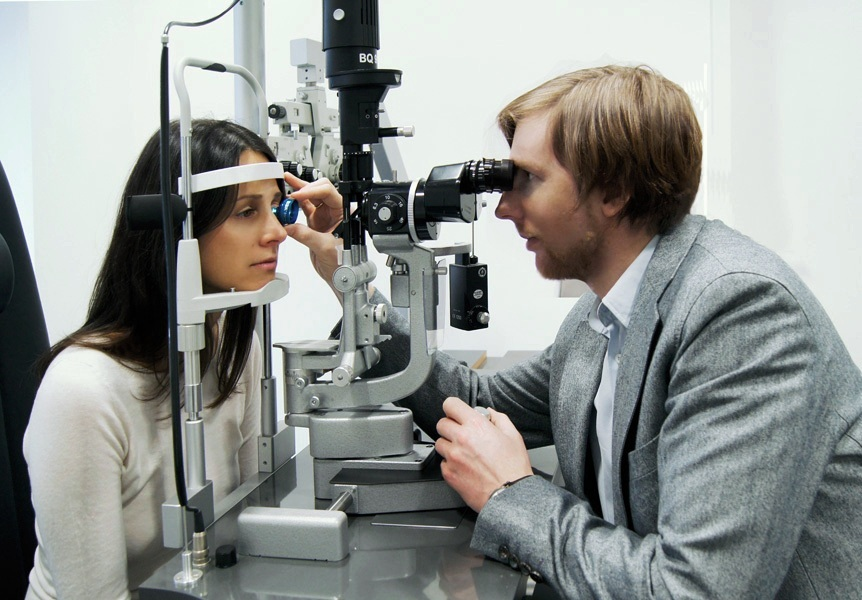
Una analisi con lampada a fessura.

La lampada a fessura, o biomicroscopio, è un microscopio che viene utilizzato per l'ispezione del bulbo oculare e degli annessi oculari. È una procedura non invasiva che non provoca rischi al paziente.

## Storia
Si deve a Hermann von Helmholtz nel 1850 l'invenzione dell'oftalmoscopio, presentato alla Società Medica di Berlino. Un anno dopo lo stesso Helmholtz pubblica la descrizione della sua invenzione. L'oftalmoscopio di Helmholtz consisteva di tre cristalli che funzionavano come specchi di riflessione parziali. La luce proveniente da una sorgente veniva riflessa dai cristalli e diretta verso l'occhio del paziente. 
Negli anni che seguirono furono apportati molti miglioramenti significativi all'oftalmoscopio di Helmholtz. Tra il 1851 e il 1880 furono progettati più di 70 oftalmoscopi diversi. A quasi 50 anni di distanza Czapski (1899) inventerà il microscopio corneale.
La lampada a fessura nasce invece dall'unione di questo dispositivo con il peculiare sistema di illuminazione fessurata ideato da Allvar Gullstrand nel 1911.
Al modello originale di Gullstrand verranno poi apportati tutta una serie di perfezionamenti tecnici da parte di Henker (1916), Vogt (1920), Koeppe (1923), Comberg (1933) e Goldmann (1937).

## Strumentazione
La lampada a fessura è composta da:
- Un sistema illuminante
- Un sistema osservante
- Un sistema ingrandente (microscopio)
- Un sistema meccanico

Lo strumento è fornito di un sistema di osservazione con il quale si possono impostare ingrandimenti variabili. È inoltre presente un sistema ottico con un fascio di illuminazione che viene indirizzato sul punto di osservazione. Per una migliore visualizzazione il fascio è regolabile nel colore ed intensità, nel diametro e nella incidenza.

## Impiego
Gli ingrandimenti dello strumento non sono particolarmente elevati e ciò permette l'osservazione contemporanea di:
- cute palpebrale
- ciglia
- bordi palpebrali
- puntini lacrimali
- fornici congiuntivali
- iride

Permette inoltre di esaminare la cornea (in particolare perdite di trasparenza o di sostanza, corpi estranei) o di far risaltare eventuali perdite di trasparenza dell'umore acqueo. 
Consente di visualizzare il forame pupillare e di esplorare una parte, sia pure limitata, della faccia anteriore del cristallino (la parte non coperta dall'iride). 
Con alcuni accorgimenti (lente corneale fortemente concava) che annullano il potere convergente della cornea è possibile effettuare un esame che mette in evidenza la camera posteriore, il corpo vitreo ed il fondo oculare.

### Utilizzo di filtri di colore
Utilizzando filtri di diverso colore si possono mettere in risalto strutture oculari diverse:
- filtro verde: fa risaltare i vasi sanguigni (che appaiono neri su sfondo verde)
- filtro rosa bengala: fa risaltare aree di necrosi epiteliale
- filtro blu cobalto: associato a colorazione con fluorescina evidenzia aree di erosione epiteliale; mostra se la lente a contatto aderisce bene all'occhio.[6]

## L'esame
Gli obiettivi perseguiti con l'utilizzo di questo strumento sono essenzialmente:
- Valutazione dello stato anatomo-funzionale dell'occhio
- Valutazione dell'idoneità all'uso di lenti a contatto

Il paziente è invitato a sedersi sulla sedia dell'esame, posizionando il mento e la fronte su un supporto affinché la testa resti ben ferma. Utilizzando il biomicroscopio, l'oftalmologo oppure l'optometrista procedono ad esaminare l'occhio del paziente. 
Una sottile striscia di carta, colorata con fluorescina (un colorante giallastro e fluorescente) può essere avvicinata a lato dell'occhio: la fluorescina comporta la colorazione gialla del film di liquido che ricopre l'occhio e facilita l'esame. Il colorante viene poi allontanato dall'occhio con la normale attività di lacrimazione.
Dopo una valutazione iniziale l'oftalmologo può ritenere di instillare negli occhi delle gocce per dilatare le pupille. Dopo questo periodo di attesa l'esame viene ripetuto e la dilatazione della pupilla permette la valutazione della camera posteriore.